# پسران آفتاب (فیلم ۱۹۷۵)
«پسران آفتاب» (انگلیسی: The Sunshine Boys) یک فیلم به کارگردانی هربرت راس است که در سال ۱۹۷۵ منتشر شد. از بازیگران آن می‌توان به اف. موری آبراهام، جرج برنز، ریچارد بنجامین، ران ریفکین، و والتر ماتائو اشاره کرد.

## جوایز و نامزدی‌ها
این فیلم برنده یک جایزه اسکار و نامزد در سه بخش دیگر شده است:
- جایزه اسکار بهترین بازیگر نقش مکمل مرد (جرج برنز, برنده)
- جایزه اسکار بهترین بازیگر نقش اول مرد (والتر ماتائو, نامزد)
- جایزه اسکار بهترین فیلم‌نامه اقتباسی (نیل سایمون, نامزد)
- جایزه اسکار بهترین کارگردانی هنری (Albert Brenner, Marvin March, نامزد)
- جایزه بفتای بهترین بازیگر نقش اول مرد (والتر ماتائو, نامزد)
- جایزه بفتای بهترین فیلم‌نامه (نیل سایمون, نامزد)
- جایزه گلدن گلوب بهترین فیلم موزیکال یا کمدی (برنده)
- جایزه گلدن گلوب بهترین بازیگر مرد فیلم موزیکال یا کمدی (جرج برنز, برنده)
- جایزه گلدن گلوب بهترین بازیگر مرد فیلم موزیکال یا کمدی (والتر ماتائو, برنده)
- جایزه گلدن گلوب بهترین بازیگر نقش مکمل مرد (ریچارد بنجامین, برنده)
- جایزه گلدن گلوب بهترین فیلم‌نامه (نیل سایمون, نامزد)